# Australiens Grand Prix 1989
Australiens Grand Prix 1989 var det sista av 16 lopp ingående i formel 1-VM 1989.

## Resultat
1. Thierry Boutsen, Williams-Renault, 9 poäng
2. Alessandro Nannini, Benetton-Ford, 6
3. Riccardo Patrese, Williams-Renault, 4
4. Satoru Nakajima, Lotus-Judd, 3
5. Emanuele Pirro, Benetton-Ford, 2
6. Pierluigi Martini, Minardi-Ford, 1
7. Mauricio Gugelmin, March-Judd
8. Stefano Modena, Brabham-Judd

### Förare som bröt loppet
- Eddie Cheever, Arrows-Ford (varv 42, snurrade av)
- JJ Lehto, Onyx-Ford (27, elsystem)
- Olivier Grouillard, Ligier-Ford (22, snurrade av)
- Nelson Piquet, Lotus-Judd (19, kollision)
- Piercarlo Ghinzani, Osella-Ford (18, kollision)
- Nigel Mansell, Ferrari (17, snurrade av)
- Ayrton Senna, McLaren-Honda (13, kollision)
- Alex Caffi, BMS Scuderia Italia (Dallara-Ford) (13, snurrade av)
- Ivan Capelli, March-Judd (13, kylare)
- Andrea de Cesaris, BMS Scuderia Italia (Dallara-Ford) (12, snurrade av)
- Martin Brundle, Brabham-Judd (12, kollision)
- Derek Warwick, Arrows-Ford (7, snurrade av)
- Philippe Alliot, Larrousse (Lola-Lamborghini) (6, kollision)
- Gerhard Berger, Ferrari (6, kollision)
- Jean Alesi, Tyrrell-Ford (5, elsystem)
- Rene Arnoux, Ligier-Ford (4, kollision)
- Alain Prost, McLaren-Honda (0, drog sig tillbaka)
- Nicola Larini, Osella-Ford (0, elsystem)

### Förare som ej kvalificerade sig
- Jonathan Palmer, Tyrrell-Ford
- Luis Pérez Sala, Minardi-Ford
- Bertrand Gachot, Rial-Ford
- Pierre-Henri Raphanel, Rial-Ford

### Förare som ej förkvalificerade sig
- Stefan "Lill-Lövis" Johansson, Onyx-Ford
- Michele Alboreto, Larrousse (Lola-Lamborghini)
- Bernd Schneider, Zakspeed-Yamaha
- Roberto Moreno, Coloni-Ford
- Oscar Larrauri, EuroBrun-Judd
- Aguri Suzuki, Zakspeed-Yamaha
- Yannick Dalmas, AGS-Ford
- Gabriele Tarquini, AGS-Ford
- Enrico Bertaggia, Coloni-Ford